# Jessie Wadworth
Jessie Ellen Wadworth, född 1863 i Devizes, död den 8 juli 1936, var en brittisk bågskytt som deltog vid Olympiska sommarspelen 1908 i London. Hon kom på fjärde plats med 605 poäng.